# فانوس پوینت کابریلو
فانوس پوینت کابریلو (به انگلیسی: Point Cabrillo Light) یک فانوس دریایی در شمال کالیفرنیا است که بین پوینت آرنا و کیپ مندوچینو (en)، واقع شده‌است. 
این فانوس در سال ۱۹۰۹ میلادی راه‌اندازی شد. و اکنون در مالکیت سازمان پارک‌های دولتی ایالت کالیفرنیا قرار دارد.